# إسماعيل خالد (لاعب كرة قدم جزائري)
إسماعيل خالد (8 سبتمبر 1975)، هو لاعب كرة قدم دولي جزائري. لقد لعب للمنتخب الجزائري .

## إحصائيات الفريق الوطني
| منتخب الجزائر | منتخب الجزائر | منتخب الجزائر |
| سنة           | تطبيقات       | الأهداف       |
| ------------- | ------------- | ------------- |
| 2003          | 1             | 0             |
| مجموع         | 1             | 0             |

## روابط خارجية
- إسماعيل خالد على موقع قاعدة بيانات كرة القدم.إي يو (الإنجليزية)
- إسماعيل خالد على موقع ناشيونال فوتبول تيمز (الإنجليزية)